# Rewitzerita
La rewitzerita és un mineral de la classe dels fosfats que pertany al grup de la paulkerrita.

## Característiques
La rewitzerita és un fosfat de fórmula química [K(H₂O)]Mn₂Al₃(PO₄)₄(OH)₂·14H₂O. Va ser aprovada com a espècie vàlida per l'Associació Mineralògica Internacional en el mes d'abril de 2023, i publicada pocs mesos després. Cristal·litza en el sistema monoclínic.
Les mostres que van servir per a determinar l'espècie, el que es coneix com a material tipus, es troben conservades a les col·leccions mineralògiques del Museu d'Història Natural del Comtat de Los Angeles, a Los Angeles (Califòrnia) amb el número de catàleg: bers 76280, i a la col·lecció estatal de mineralogia de Múnic, a Alemanya, amb el número de catàleg: MSM38037.

## Formació i jaciments
Va ser descoberta a pegmatita Hagendorf South, situada a Waidhaus, dins el districte de Neustadt an der Waldnaab, a l'Alt Palatinat (Baviera, Alemanya). Aquest indret és l'únic a tot el planeta on ha estat descrita aquesta espècie mineral.